# Forêts sacrées de kayas des Mijikenda
Les forêts sacrées de kayas des Mijikenda sont des villages fortifiés situés dans onze sites forestiers distincts de la côte kényane. Construits à partir du XVIe siècle, ils ont été progressivement abandonnés à partir des années 1940. Ils sont considérés aujourd'hui comme les demeures des ancêtres, révérés comme les conservatoires des croyances spirituelles du peuple Mijikenda.
Le site des forêts sacrées de kayas est inscrit sur la liste du Patrimoine mondial de l’UNESCO depuis 2008 en tant que « témoignage unique d'une tradition culturelle et pour ses liens directs avec une tradition vivante ». « Les traditions et pratiques associées aux Kayas dans les forêts sacrées des Mijikenda » ont été également inscrites en 2009 sur la liste du patrimoine immatériel nécessitant une sauvegarde urgente.

## Géographie
Les kayas sont les restes de ce qui était autrefois une vaste région forestière de basse altitude. Chaque forêt couvre une superficie de 10 à 400 hectares et plus de cinquante kayas ont été répertoriés.
Les Mijikenda, qui sont les créateurs et les porteurs des traditions et pratiques associées aux forêts de kayas, vivent le long de l’étroite bande côtière du Kenya qui s’étend sur 250 km de long et 50 km de large. Cette zone part de la frontière qui sépare le Kenya de la Tanzanie, dans les districts sud de Kinango, Kwale, Mombasa et Msambweni, pour s’étendre au nord de la rivière Sabaki dans les districts de Kaloleni, Kilifi et Malindi.

## Histoire
Les ancêtres des Mijikenda vivaient à Singwaya, au nord de la rivière Tana et au sud de la rivière Jubba en Somalie.
Au début du XVIe siècle, des conflits ethniques les ont poussés à migrer vers le sud jusqu’à l’actuelle côte Kenyane où ils se sont établis dans des habitats forestiers fermés, appelés forêts Kayas.
Ces villages étaient peuplés de plusieurs tribus Mijikenda : les Chonyi, les Duruma, les Digo, les Giriama, les Jibana, les Kambe, les Kauma, les Rabai et les Ribe. Ils parlent des dialectes Bantous qui sont encore préservés grâce aux pratiques culturelles et traditions associées aux kayas.
Sous l'impulsion de l'administration coloniale britannique, ces Mijikenda quittent progressivement les kayas au milieu du XXe siècle pour aller chercher du travail dans les plantations de sisal où ils vivent dans la précarité, abandonnant progressivement les traditions, les coutumes et la vie culturelle des Mijikenda. Cette émigration vers un habitat informel se fait sans le tissu social qui les unit.
La plupart de ceux qui ont quitté les kayas se trouvent confrontés à des conflits dus à une incompréhension sociale et à la répartition inégale des ressources. Ce phénomène s’est amplifié lors des affrontements de Likoni, en 1997, et plus récemment lors de la crise de violence au Kenya qui a suivi l'élection présidentielle de 2007.

## Traditions et pratiques associées aux kayas
Du fait de leur contexte de vie dans la forêt, il existait des codes moraux et des systèmes de gouvernance, des traditions, des rituels et des pratiques qui permettaient une coexistence pacifique des communautés Mijikenda. Ces traditions et pratiques culturelles ont protégé les communautés Mijikenda en établissant une coexistence harmonieuse avec le milieu naturel et l’ensemble de l’écosystème dans plus de cinquante kayas.
Des règles strictes sont édictées afin de garantir la sacralité des forêts : le bois et la végétation ne peuvent être coupés et certains lieux investis d’une forte valeur magique sont réservés aux aînés. Cette sanctuarisation explique la grande richesse écologique des kayas, où de nombreuses espèces d’oiseaux et de papillons ont été identifiées.
Les kayas font encore l’objet de cérémonies magico-religieuses comme les rituels de pluie et de bien-être de la communauté.

### Kuhasa Koma
La prière (Kuhasa Koma) maintient des liens étroits entre les vivants, les morts-vivants et la nature. Ce rituel accompagné de libations (vin de palme et un peu de nourriture) est accompli pour apaiser les morts-vivants. Cette pratique est transmise aux jeunes membres de la communauté à titre de protection contre les calamités.

### Kuzika Lulu
Ce sont les adieux traditionnels au défunt lors des cérémonies d’enterrement. À cette occasion des chants funèbres et danses, tels que Hatsore, Zombe, Chifudu, Chihoma et Mwanza, accompagnés d’un rythme particulier de tambour, annoncent la mort d’un membre de la communauté.

### Kurya chiraho
La prestation de serment (Kurya Chiraho) est un serment que font les Mijikenda d’encourager la résolution des conflits. Les causes de conflits peuvent être la destruction de l’écosystème, l’utilisation des ressources, des troubles de l’ordre social, ou le non-respect des promesses sociétales.

### Fingo
Le Fingo est un sortilège qui protège la communauté contre la sorcellerie, les mauvais sorts, les calamités naturelles et la détresse sociale. Le Fingo est aussi le nom du talisman fabriqué spécialement à cet effet et qui présente de nombreuses ornementations ; il est enterré dans des endroits spécifiques du Kaya, connus des seuls membres de la communauté élevés aux fonctions de Prêtre.

### Kambi: le Conseil des anciens
Il s’agit de l’institution traditionnelle qui supervise les activités quotidiennes. C’est l’organe social et politique le plus élevé de la communauté ; il tire ses pouvoirs du serment prêté par ses membres et des rituels accomplis pour les introniser dans le Kambi. Pour être élevé au rang de membre du Kambi (ou Conseil des anciens), il faut être d’un très haut niveau de moralité. Chacun faisant tout son possible pour devenir membre du Conseil, les membres de la communauté s’efforcent de bien se conduire tout au long de leur vie.
Le Conseil des anciens administre la justice. Il préside les cérémonies religieuses au sein de la communauté. Il formule et édicte les règles, tabous et mythes par consensus et veille à leur application, essentiellement pour permettre une vie harmonieuse entre les individus et la nature.